# Liste des aéroports les plus fréquentés en Roumanie
Cet article dresse la liste les statistiques de fréquentations des aéroports les plus fréquentés en Roumanie.

## En graphique
Pour des raisons techniques, il est temporairement impossible d'afficher le graphique qui aurait dû être présenté ici.

Voir la requête brute et les sources sur Wikidata.

## 2018
| Rang  | Aéroport                                   | Ville       | Code AITA/OACI | Passagers  | Evol. annuelle  | Evol en rang |
| ----- | ------------------------------------------ | ----------- | -------------- | ---------- | --------------- | ------------ |
| 1.    | Bucarest-H. Coandă                         | Bucarest    | OTP/LROP       | 13 820 428 | 7.9%            | Stable       |
| 2.    | Aéroport international de Cluj-Napoca      | Cluj-Napoca | CLJ/LRCL       | 2 782 401  | 3.5%            | Stable       |
| 3.    | Aéroport international Traian-Vuia         | Timișoara   | TSR/LRTR       | 1 517 309  | 6.4%            | Stable       |
| 4.    | Aéroport international de Iași             | Iași        | IAS/LRIA       | 1 256 640  | 9.6%            | Stable       |
| 5.    | Aéroport international de Sibiu            | Sibiu       | SBZ/LRSB       | 662 468    | 31.5%           | Stable       |
| 6.    | Craiova                                    | Craiova     | CRA/LRCV       | 493 056    | 10.2%           | Stable       |
| 7.    | Aéroport international Georges-Enesco      | Bacău       | BCM/LRBC       | 447 531    | 5.1%            | Stable       |
| 8.    | Suceava                                    | Suceava     | SCV/LRSV       | 352 991    | 34.7%           | Stable       |
| 9.    | Aéroport international d'Oradea            | Oradea      | OMR/LROD       | 220 012    | 35.1%           | Stable       |
| 10.   | Aéroport international Mihail-Kogălniceanu | Constanța   | CND/LRCK       | 129 235    | 1.3%            | Stable       |
| 11.   | Satu Mare (en)                             | Satu Mare   | SUJ/LRSM       | 75 692     | 24.5%           | Stable       |
| 12.   | Aéroport international de Târgu Mureș      | Târgu Mureș | TGM/LRTM       | 63 794     | 11270%          | 3            |
| 13.   | Arad (en)                                  | Arad        | ARW/LRAR       | 11 367     | 5.1%            | 1            |
| 14.   | Bucarest-A. Vlaicu                         | Bucarest    | BBU/LRBS       | 5 690      | 0.8%            | 1            |
| 15.   | Baia Mare                                  | Baia Mare   | BAY/LRBM       | 2 621      | en augmentation | 1            |
| 16.   | Tulcea                                     | Tulcea      | TCE/LRTC       | 158        | 86.6%           | 1            |
| Total | Total                                      | Total       | Total          | 21 858 724 | 7.8%            | 7.8%         |